# Каменец-Подольское высшее военно-инженерное командное училище имени маршала инженерных войск В. К. Харченко
Каменец-Подольское высшее военно-инженерное командное училище имени маршала инженерных войск В. К. Харченко создано в 1967 году в городе Каменец-Подольский Хмельницкой области Украинской ССР приказом министра обороны СССР от января 1967 года № 011 «О формировании военно-инженерного училища со штатом № 17/711». До 1975 г. — Каменец-Подольское высшее военно-инженерное командное училище (КПВВИКУ). Готовило офицеров инженерных войск Вооруженных Сил СССР, а до 1977 года и офицеров дорожных войск Вооруженных Сил СССР.
В сентябре 1967 года было создано 2 инженерно-сапёрных и один дорожный курсантские батальоны для подготовки  по программе среднего военно-учебного заведения инженерных и дорожных войск со сроком обучения три года. Было сформировано 9 циклов (кафедр): социально-экономических дисциплин; инженерно-тактической подготовки; общевойсковых дисциплин; машин инженерного вооружения, инженерных заграждений и подрывного дела; переправ и мостов; фортификации; маскировки; дорожный; общеобразовательных дисциплин. Знамя вручено 2 октября 1967 года (передано в архив Министерства обороны Украины 16 июня 1995 года).
На основании постановления Совета Министров СССР от 11 января 1968 года о преобразовании ряда военных учебных заведений в высшие школы, приказом министра обороны СССР № 019 и директивы Генерального штаба ВС СССР № ОРГ 6/86628 от 14 января 1969 года, с 1 июля 1968 года преобразовано в высшее военно-инженерное командное училище с четырёхлетним сроком обучения. В этом же году произведён первый выпуск офицеров. За новым штатом № 17/908, утвержденным начальником Генштаба 30.04.1969, число курсантских батальонов было увеличено до 4, каждый батальон был дополнен ротами дорожной специальности. Началась проводиться переподготовка офицеров запаса, для чего были созданы курсы переподготовки.
Подготовка офицерских кадров осуществлялась по командному профилю по специальностям: командная тактическая инженерно-сапёрная, командная тактическая инженерно-техническая и специализации инженерно-сапёрная воздушно-десантных войск (в каждой роте был сформирован десантный взвод).
В 1975 году Каменец-Подольскому высшему военно-инженерному командному училищу было присвоено имя маршала инженерных войск В. К. Харченко. Первый начальник училища — полковник, а затем генерал инженерных войск Василий Иванович Ермаков.
В 1995 году в училище состоялся последний выпуск курсантов.